# Gisors
Gisors is een gemeente in het Franse departement Eure (regio Normandië). De gemeente telde 12.395 inwoners op 1 januari 2022. De plaats maakt deel uit van het arrondissement Les Andelys. 
Gisors is de hoofdstad van de historische streek Normandische Vexin. Het middeleeuwse kasteel van Gisors heeft een centrale, achthoekige donjon en een weermuur met twaalf torens rond een grote binnenplaats. De collegiale kerk Saint-Gervais-et-Saint-Protais werd gebouwd tussen de 13e en de 16e eeuw, maar vormt een harmonieus geheel ondanks de verschillende bouwstijlen.
In de gemeente ligt het Station Gisors.

## Geschiedenis

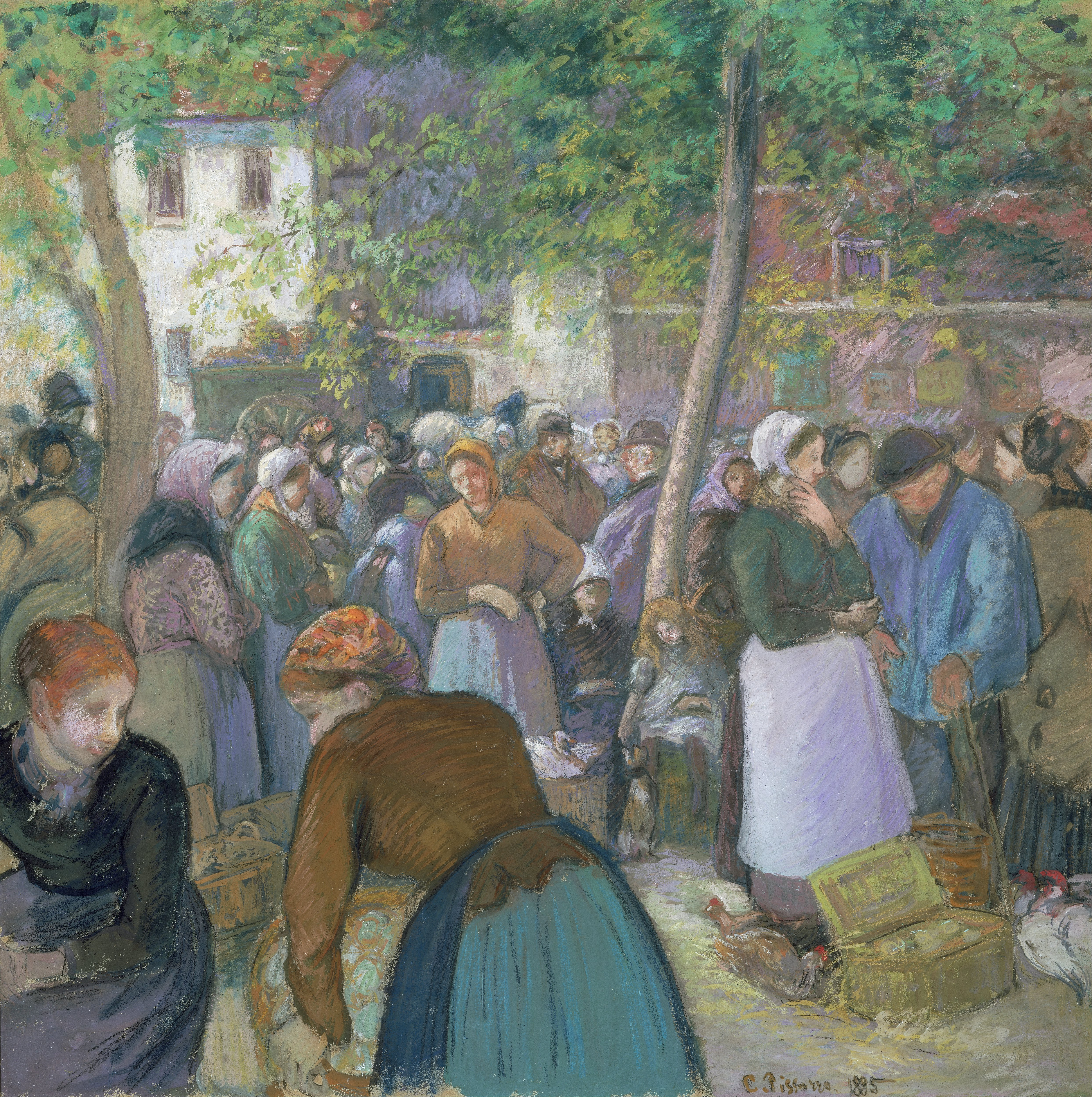
Merkt met gevogelte in Gisors (Camille Pissarro)

Gisors groeide rond een feodaal kasteel dat een leengoed was van de bisschoppen van Rouen. Willem II van Engeland bouwde het onbelangrijke kasteel vanaf 1097 uit tot een belangrijke burcht, In de 12e eeuw was deze burcht een twistappel tussen de huizen Capet en Plantagenet omwille van haar strategische ligging nabij de grens van Normandië. In 1144 kwam Gisors in handen van Lodewijk VII maar in 1160 kregen de Plantagenets het terug. In 1193 werd het veroverd door koning Filips II van Frankrijk terwijl de Engelse koning Richard Leeuwenhart in gevangenschap zat. Vier jaar later heroverde Richard de burcht.
Ook tijdens de Honderdjarige Oorlog werd er om de burcht gevochten. Ze werd veroverd door de Engelsen maar in 1419 heroverd door Karel VII. In deze periode werd de burcht aangepast aan de nieuwe krijgstechnieken. Tijdens de Hugenotenoorlogen was de stad in handen van Karel van Mayenne en de Heilige Liga, maar ze werd in 1590 ingenomen door koning Hendrik IV. In 1605 werd de burcht deels ontmanteld. In de 17e eeuw vestigden zich verschillende kloosters in de stad.
Na de Franse Revolutie verloor Gisors aan belang ten koste van Les Andelys als onderprefectuur waar administratie en gerecht gevestigd werden. Aan het einde van de 19e en het begin van de 20e eeuw trok Gisors verschillende schilders aan zoals Camille Pissarro en Pablo Picasso. Die laatste werkte tussen 1930 en 1936 in het gehucht Le Boisgeloup.
De stad en haar monumenten liepen schade op in 1940 bij de Duitse inval.

## Geografie
De oppervlakte van Gisors bedroeg op 1 januari 2022 16,67 vierkante kilometer; de bevolkingsdichtheid was toen 743,6 inwoners per km². Gisors ligt in de vallei van de Epte, bij de monding van de Troesne en de Révillon in de Epte.
De onderstaande kaart toont de ligging van Gisors met de belangrijkste infrastructuur en aangrenzende gemeenten.

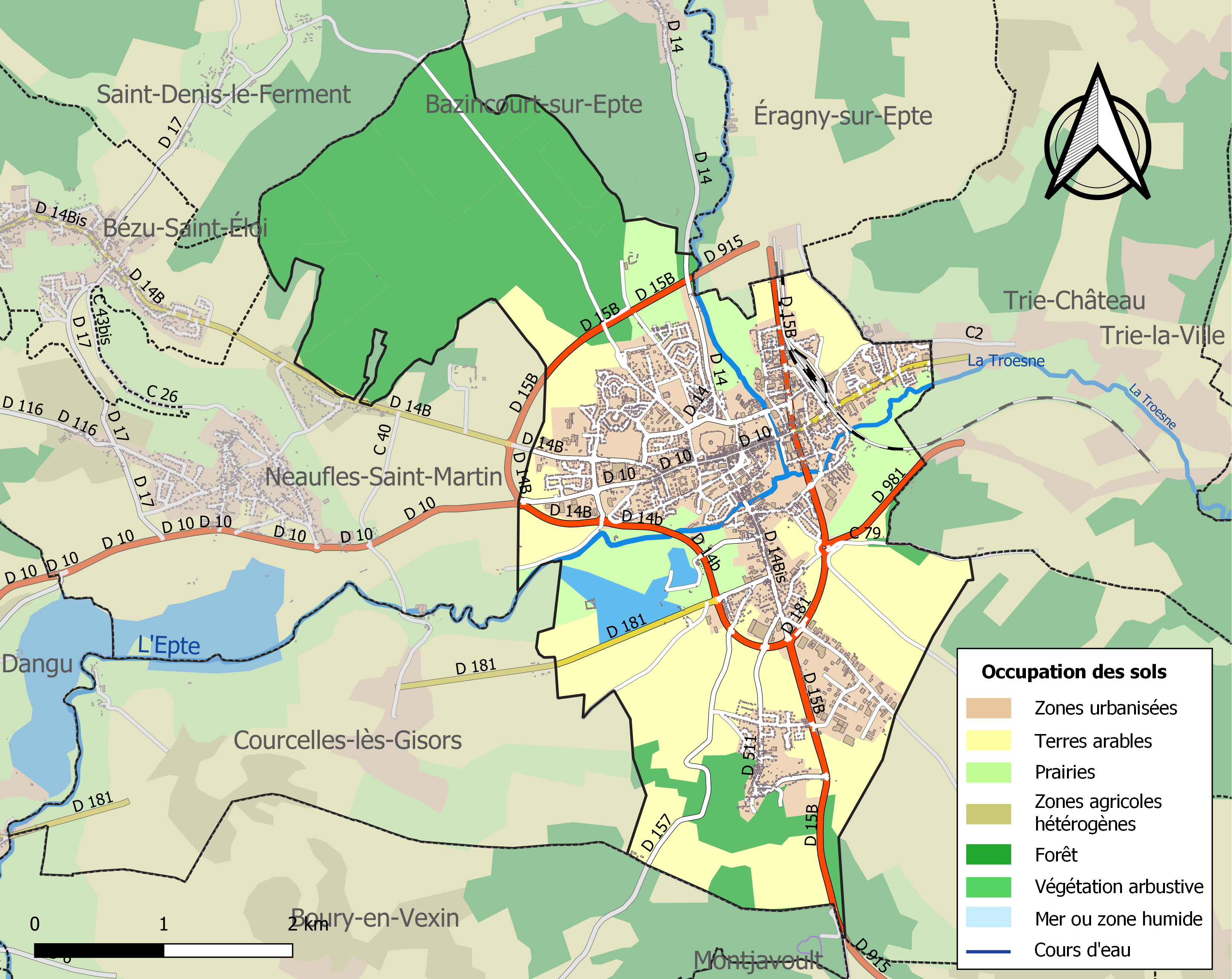

## Demografie
Onderstaande figuur toont het verloop van het inwonertal (bron: INSEE-tellingen).

## Geboren
- Pierre Marie Isidore de Blanmont (1770-1846), militair
- Didier Digard (1986), voetballer

## Overleden
- Frédéric François-Marsal (1874-1958), politicus
- Xavier Lesage (1885-1968), ruiter
- Linda de Suza (1948–2022), Portugese zangeres

## Afbeeldingen

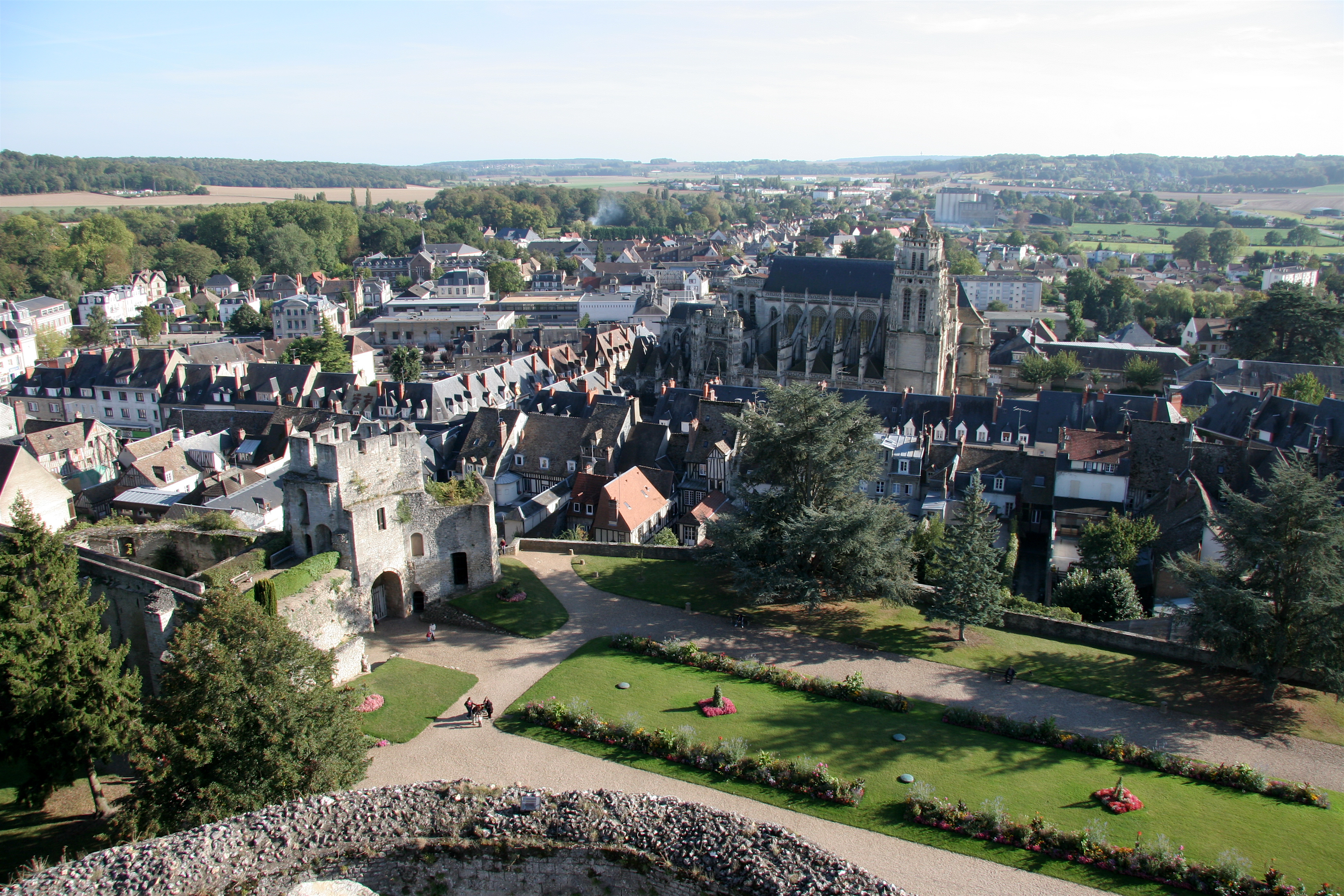
Gezicht op Gisors
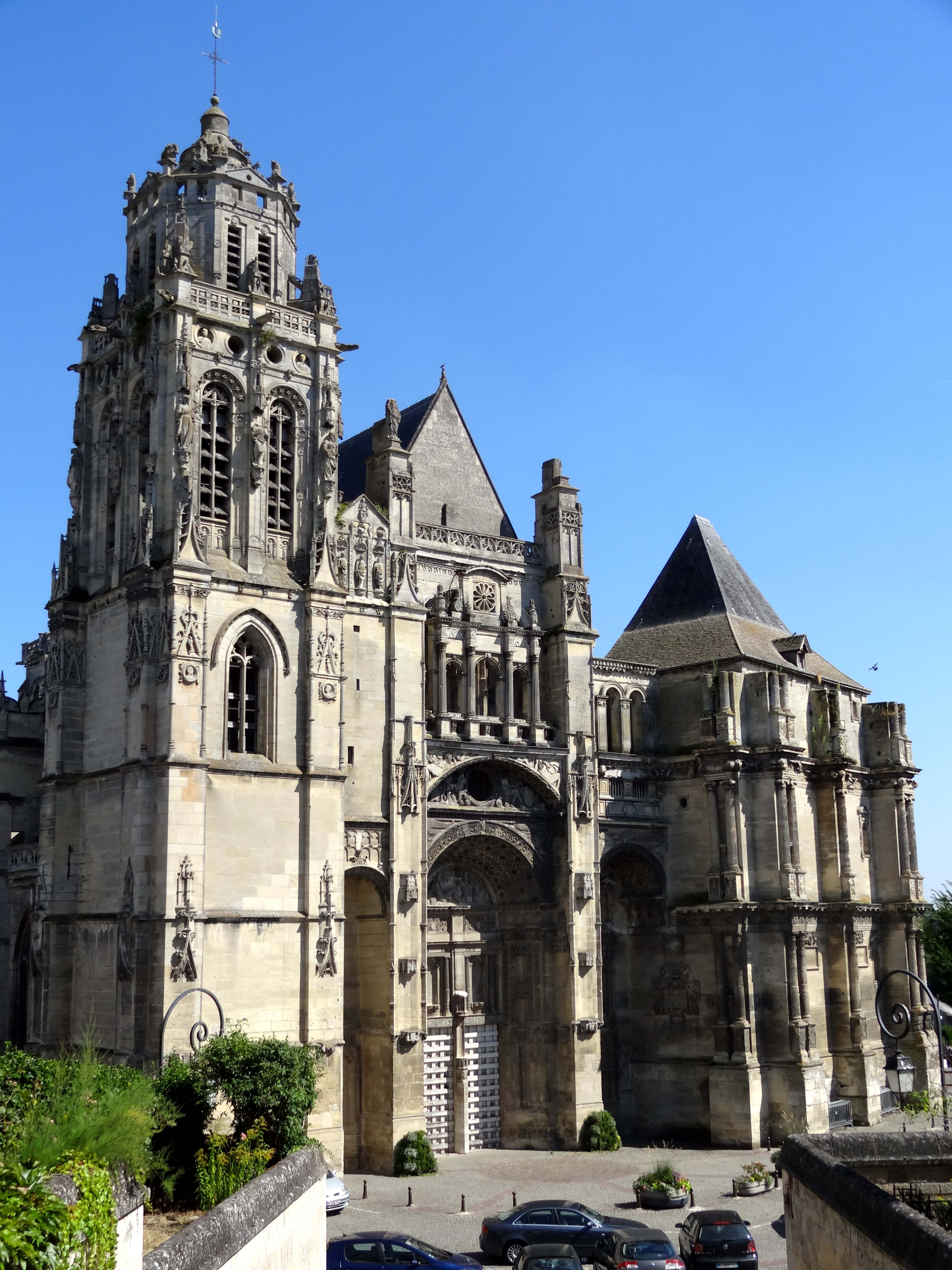
Collegiale kerk Saint-Gervais-Saint-Protais
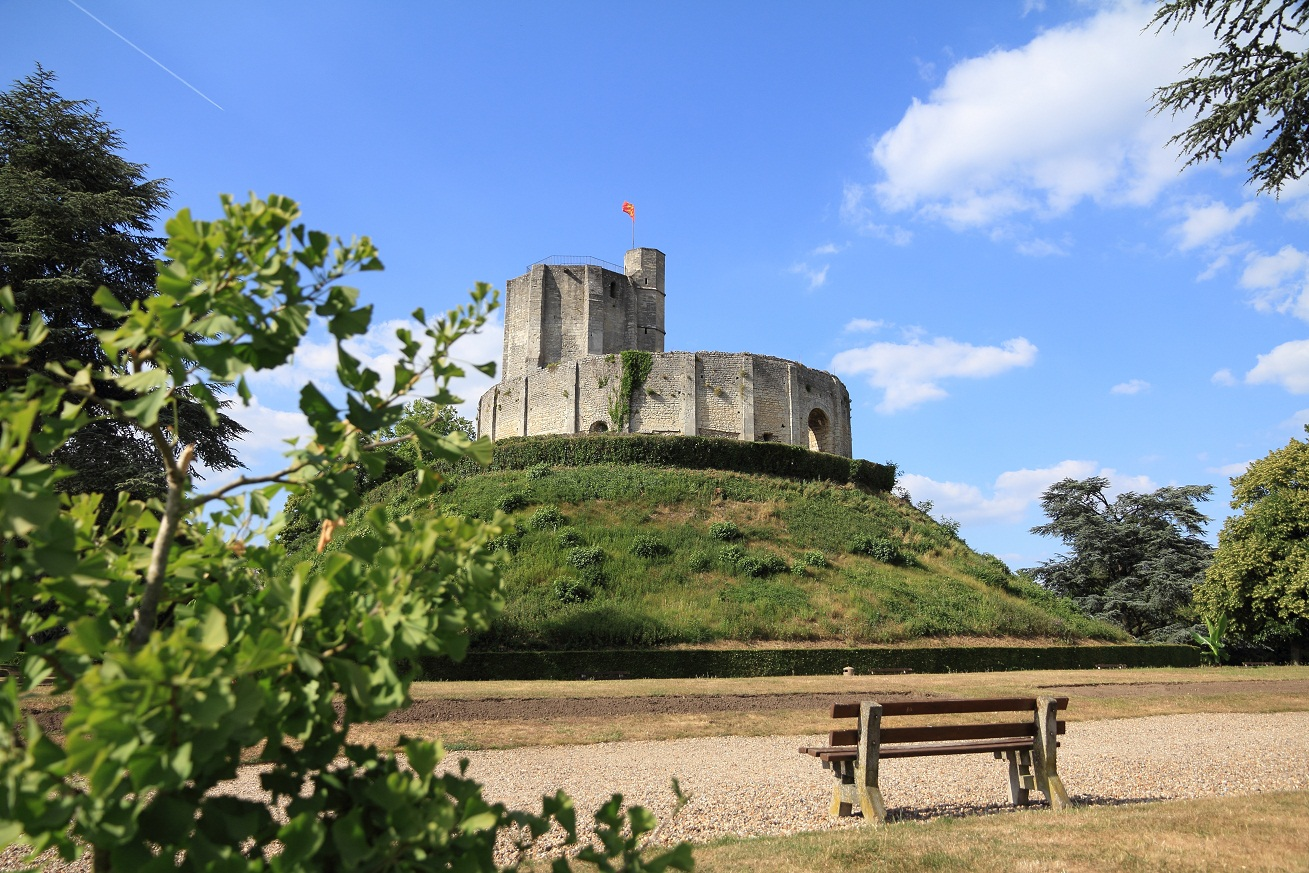
Kasteel van Gisors
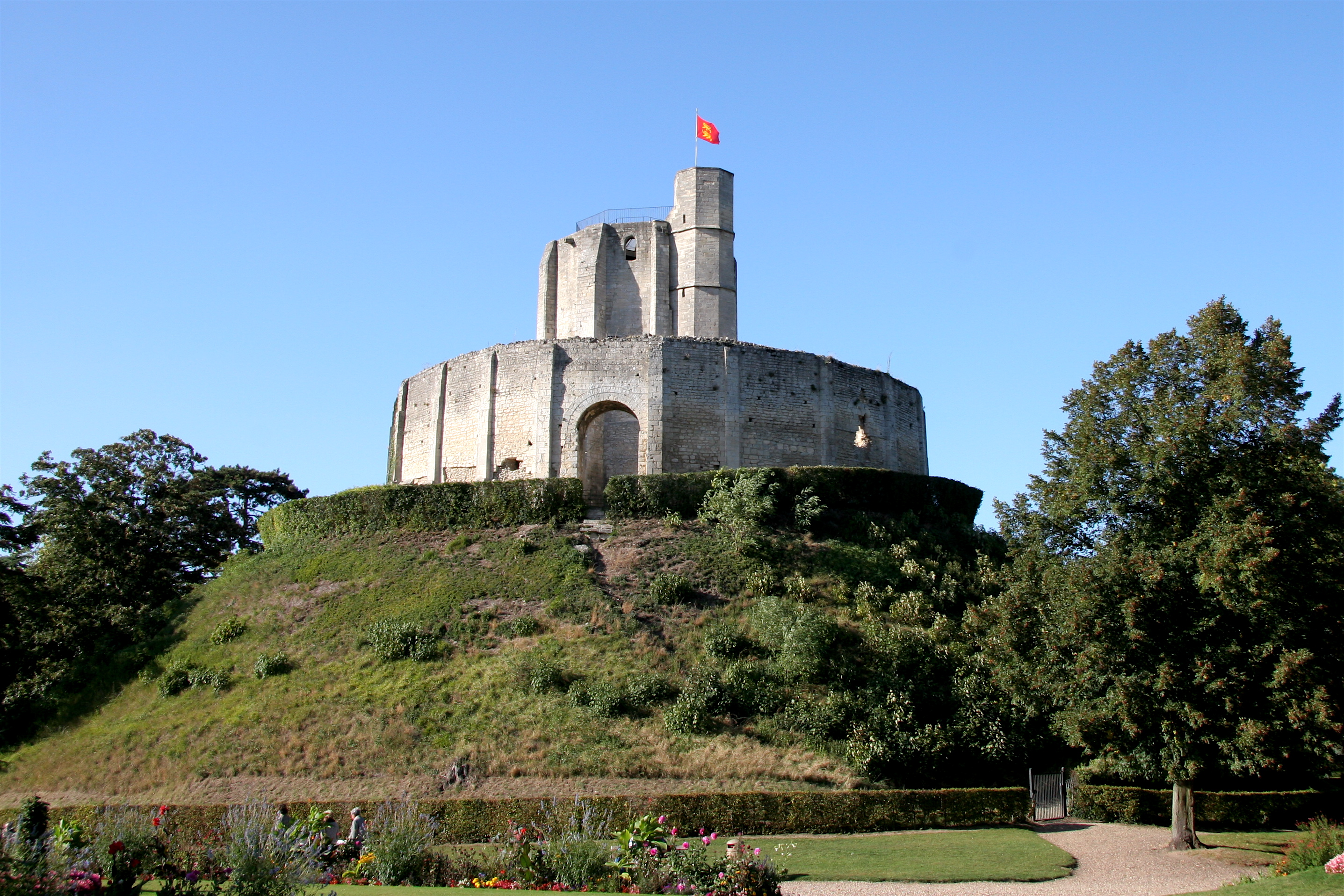
Kasteel
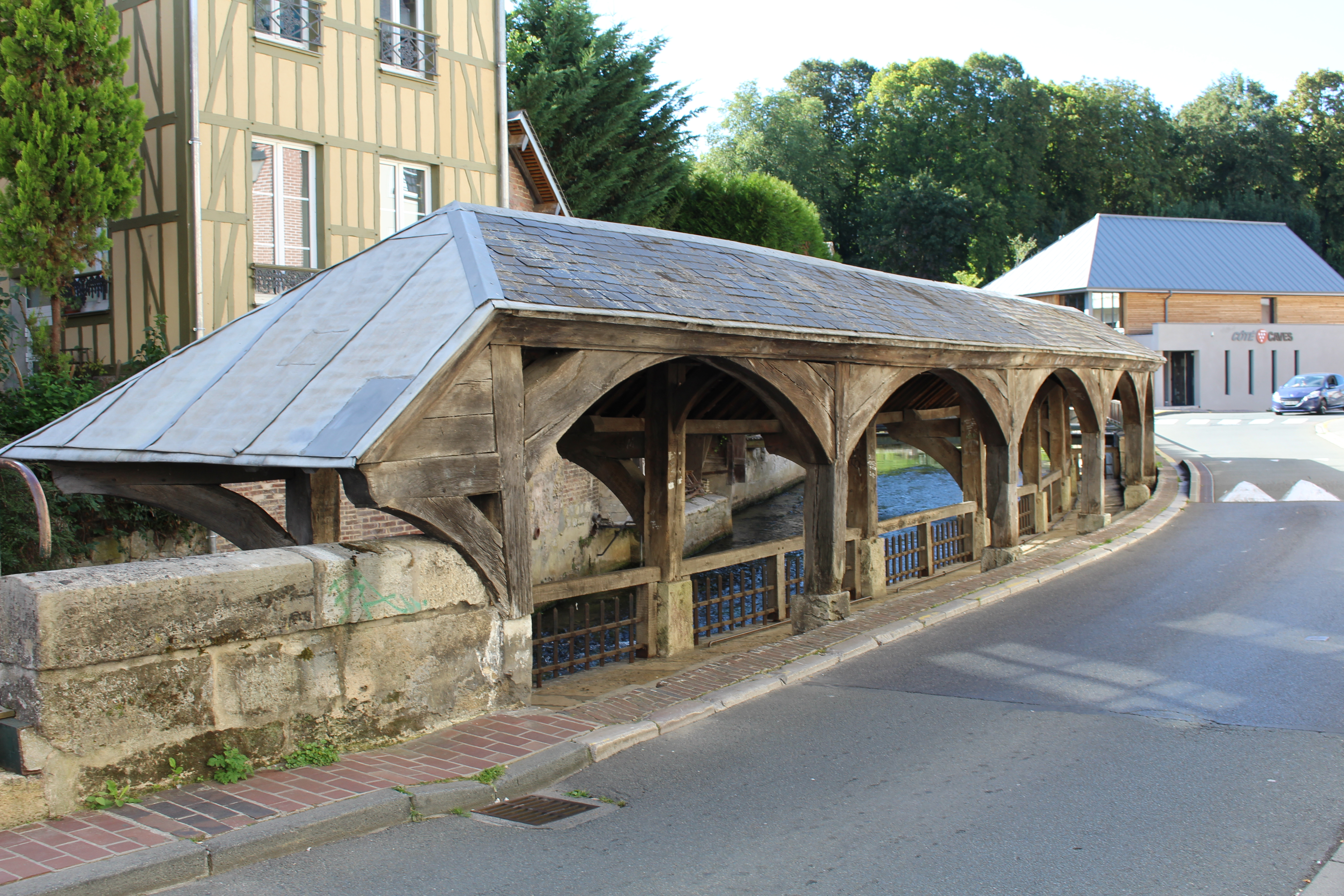
Lavoir (openbare wasplaats)
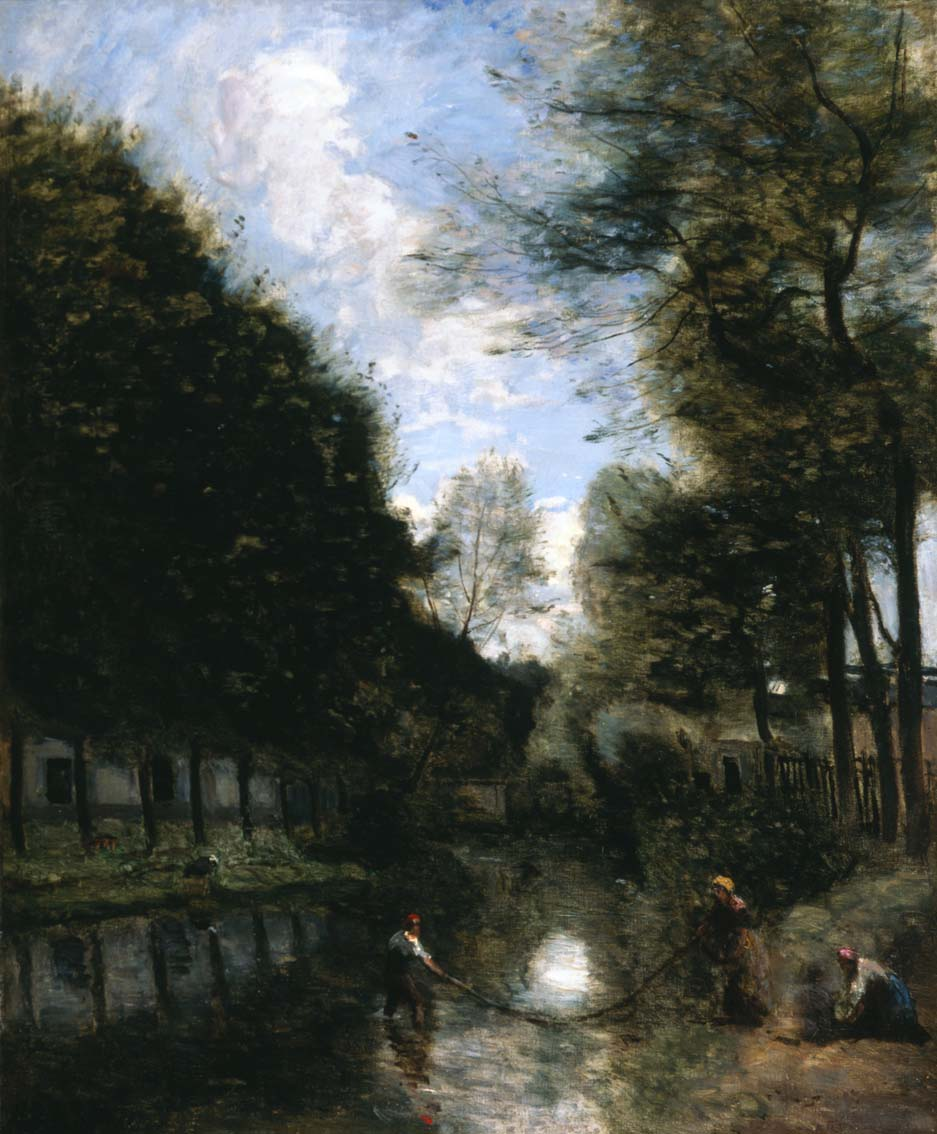
Gisors, rivière bordée d'arbres, door Camille Corot